# 北海道独立论

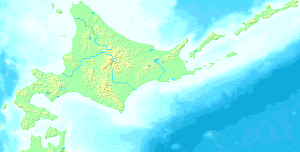
北海道地图

《北海道独立论》（日语：／）是日本文化人类学家、民族学家梅棹忠夫于1960年撰写的一篇主张北海道政治独立的论文。北海道原本是以原住民阿伊努人为主的地区，但在明治维新之后，和人迅速迁入并进行所谓的“开发”。需要注意的是，该论文提出的是以和人为主体的独立论，与阿伊努民族运动不同。
1960年，梅棹忠夫在月刊杂志《中央公论》“日本探险”专栏中，提出了北海道从日本独立的主张。
2012年，受梅棹此文启发，佐藤宪之、石崎岳、横山纯一等人发起成立“北海道独立研究会”，但截至2022年，该研究会的网站等相关网络资料已不复存在。